# London (Ontario)
London es una ciudad ubicada en el suroeste de Ontario, Canadá, a lo largo del Corredor Quebec-Windsor. London se encuentra en las orillas del río no navegable Thames, aproximadamente a medio camino entre Toronto y Detroit, Míchigan. La ciudad de London es un municipio independiente, políticamente separado del condado de Middlesex, aunque sigue siendo la sede del condado.
Se la conoce como "la ciudad bosque de Canadá" por la gran diversidad y abundancia de parques arbolados, situados en pleno corazón de la ciudad, como son el Victoria's Park y el Springbank's Park, entre otros varios. La ciudad se halla situada a menos de un centenar de millas de la ciudad de Toronto, de los lagos cercanos y también de las impresionantes cataratas del Niágara.

## Geografía

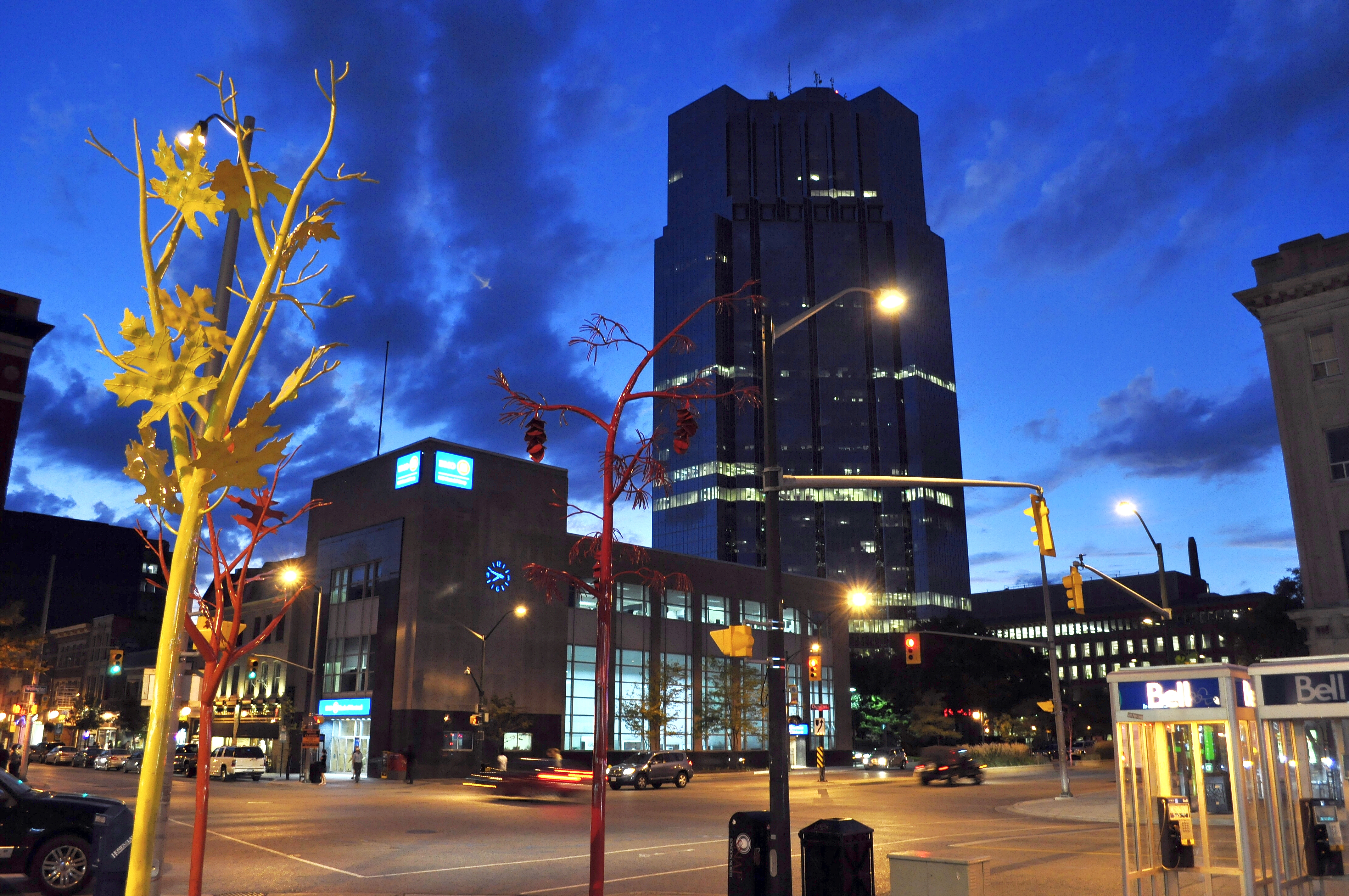
Árboles de metal de colores vivos en el centro son un ejemplo de arte cultural en London.

En esta ciudad hay una gran variedad cultural, y se pueden hallar muchas personas de habla hispana y portuguesa. London está claramente dividido en 5 partes. El Este y el Sur son las zonas residenciales de la clase baja, o medio-baja, mientras que en el Norte y el Oeste nos podemos encontrar con grandes urbanizaciones con edificios lujosos. El centro es el centro neurálgico de la ciudad, en donde se encuentran los principales negocios de la ciudad, como la compañía telefónica estatal, llamada Bell. Las calles más importantes que dividen el centro son Dundas street y Richmond street.
Destaca que, si su nombre hace obvia referencia a la capital del Reino Unido, a la vez un gran número de calles, edificios y parques tienen igual denominación que en el viejo Londres. Claros ejemplos son el río, cuyo nombre es Thames River, al igual que el Támesis inglés, y Covent Garden, pues se bautizó así al céntrico mercado de la ciudad canadiense.

### Parques
London tiene un gran número de parques. Victoria Park situado en el centro de Londres es un importante centro de eventos de la comunidad, que atrae a 1 millón de visitantes al año. Otros parques principales incluyen Harris Park, Gibbons Park, Área de Conservación de Fanshawe (Fanshawe Pioneer Village), Springbank Park y Westminster Ponds. La ciudad también mantiene una serie de jardines y conservatorios.

### Clima
| Parámetros climáticos promedio de London (1981-2010) | Parámetros climáticos promedio de London (1981-2010) | Parámetros climáticos promedio de London (1981-2010) | Parámetros climáticos promedio de London (1981-2010) | Parámetros climáticos promedio de London (1981-2010) | Parámetros climáticos promedio de London (1981-2010) | Parámetros climáticos promedio de London (1981-2010) | Parámetros climáticos promedio de London (1981-2010) | Parámetros climáticos promedio de London (1981-2010) | Parámetros climáticos promedio de London (1981-2010) | Parámetros climáticos promedio de London (1981-2010) | Parámetros climáticos promedio de London (1981-2010) | Parámetros climáticos promedio de London (1981-2010) | Parámetros climáticos promedio de London (1981-2010) |
| Mes                                                  | Ene.                                                 | Feb.                                                 | Mar.                                                 | Abr.                                                 | May.                                                 | Jun.                                                 | Jul.                                                 | Ago.                                                 | Sep.                                                 | Oct.                                                 | Nov.                                                 | Dic.                                                 | Anual                                                |
| ---------------------------------------------------- | ---------------------------------------------------- | ---------------------------------------------------- | ---------------------------------------------------- | ---------------------------------------------------- | ---------------------------------------------------- | ---------------------------------------------------- | ---------------------------------------------------- | ---------------------------------------------------- | ---------------------------------------------------- | ---------------------------------------------------- | ---------------------------------------------------- | ---------------------------------------------------- | ---------------------------------------------------- |
| Temp. máx. abs. (°C)                                 | 16.7                                                 | 17.8                                                 | 27.2                                                 | 29.4                                                 | 32.4                                                 | 38.2                                                 | 36.7                                                 | 37.0                                                 | 34.4                                                 | 30.0                                                 | 24.4                                                 | 18.5                                                 | 38.2                                                 |
| Temp. máx. media (°C)                                | -1.9                                                 | -0.5                                                 | 4.4                                                  | 12.1                                                 | 19.0                                                 | 24.0                                                 | 26.4                                                 | 25.3                                                 | 21.1                                                 | 14.2                                                 | 7.2                                                  | 0.9                                                  | 12.7                                                 |
| Temp. media (°C)                                     | -5.6                                                 | -4.5                                                 | -0.1                                                 | 6.8                                                  | 13.1                                                 | 18.3                                                 | 20.8                                                 | 19.7                                                 | 15.5                                                 | 9.2                                                  | 3.4                                                  | -2.6                                                 | 7.9                                                  |
| Temp. mín. media (°C)                                | -9.2                                                 | -8.6                                                 | -4.5                                                 | 1.5                                                  | 7.2                                                  | 12.6                                                 | 15.1                                                 | 14.0                                                 | 9.9                                                  | 4.3                                                  | -0.4                                                 | -6.1                                                 | 3.0                                                  |
| Temp. mín. abs. (°C)                                 | -31.7                                                | -29.5                                                | -24.8                                                | -12.2                                                | -5.0                                                 | -0.6                                                 | 5.0                                                  | 1.5                                                  | -3.3                                                 | -11.1                                                | -18.3                                                | -26.9                                                | -31.7                                                |
| Precipitación total (mm)                             | 74.2                                                 | 65.5                                                 | 71.5                                                 | 83.4                                                 | 89.8                                                 | 91.7                                                 | 82.7                                                 | 82.9                                                 | 103.0                                                | 81.3                                                 | 98.0                                                 | 87.5                                                 | 1011.5                                               |
| Lluvias (mm)                                         | 33.4                                                 | 33.6                                                 | 46.3                                                 | 74.7                                                 | 89.4                                                 | 91.7                                                 | 82.7                                                 | 82.9                                                 | 103.0                                                | 78.1                                                 | 83.2                                                 | 46.9                                                 | 845.9                                                |
| Nevadas (cm)                                         | 49.3                                                 | 38.4                                                 | 29.4                                                 | 9.4                                                  | 0.39                                                 | 0.0                                                  | 0.0                                                  | 0.0                                                  | 0.0                                                  | 3.2                                                  | 16.6                                                 | 47.6                                                 | 194.3                                                |
| Días de precipitaciones (≥ 0.2 mm)                   | 18.8                                                 | 15.1                                                 | 15.3                                                 | 14.1                                                 | 12.7                                                 | 11.6                                                 | 11.2                                                 | 10.4                                                 | 12.1                                                 | 13.1                                                 | 15.8                                                 | 18.0                                                 | 168.0                                                |
| Días de lluvias (≥ 0.2 mm)                           | 6.3                                                  | 5.4                                                  | 8.3                                                  | 12.0                                                 | 12.7                                                 | 11.6                                                 | 11.2                                                 | 10.4                                                 | 12.1                                                 | 13.0                                                 | 11.6                                                 | 7.8                                                  | 122.3                                                |
| Días de nevadas (≥ 0.2 cm)                           | 15.3                                                 | 12.1                                                 | 9.1                                                  | 3.5                                                  | 0.18                                                 | 0.0                                                  | 0.0                                                  | 0.0                                                  | 0.0                                                  | 1.2                                                  | 5.7                                                  | 13.2                                                 | 60.3                                                 |
| Horas de sol                                         | 64.4                                                 | 89.9                                                 | 124.0                                                | 158.0                                                | 219.6                                                | 244.3                                                | 261.6                                                | 217.7                                                | 165.1                                                | 128.7                                                | 67.4                                                 | 52.1                                                 | 1792.6                                               |
| Fuente: Environment Canada                           |                                                      |                                                      |                                                      |                                                      |                                                      |                                                      |                                                      |                                                      |                                                      |                                                      |                                                      |                                                      |                                                      |

## Demografía
Esta ciudad, pese a tener una población relativamente pequeña, abarca un amplio territorio puesto que la densidad de la población es baja. Esto se debe a que la mayor parte de las viviendas son casas unifamiliares, bungalows o chalés, con unas parcelas de terreno alrededor de ellas.
Según el censo de 2006, la propia ciudad de London tenía una población de 352 395 personas, el 48.2% hombres y 51.8% mujeres. Los niños menores de cinco años representaron aproximadamente el 5.2% de la población residente en London. 13.7% de la población residente en London estaban en edad de jubilación (65 años), que también es el porcentaje para Canadá en su conjunto. La edad media es de 38.2 años de edad, frente a 39.5 años de edad para todos los canadienses. Para el 2011 su población era de 366 151 habitantes.
| Gráfica de evolución de London entre 1871 y 2021 |
|                                                  |

### Composición étnica
- Canadienses 32%
- Ingleses 31%
- Escoceses 21.6%
- Irlandeses 19.1%
- Alemanes 10.4%
- Franceses 9.2%
- Colombianos 5.8%
- Italianos 4.3%
- Polacos 4.1%
- Portugueses 2.5%

## Educación

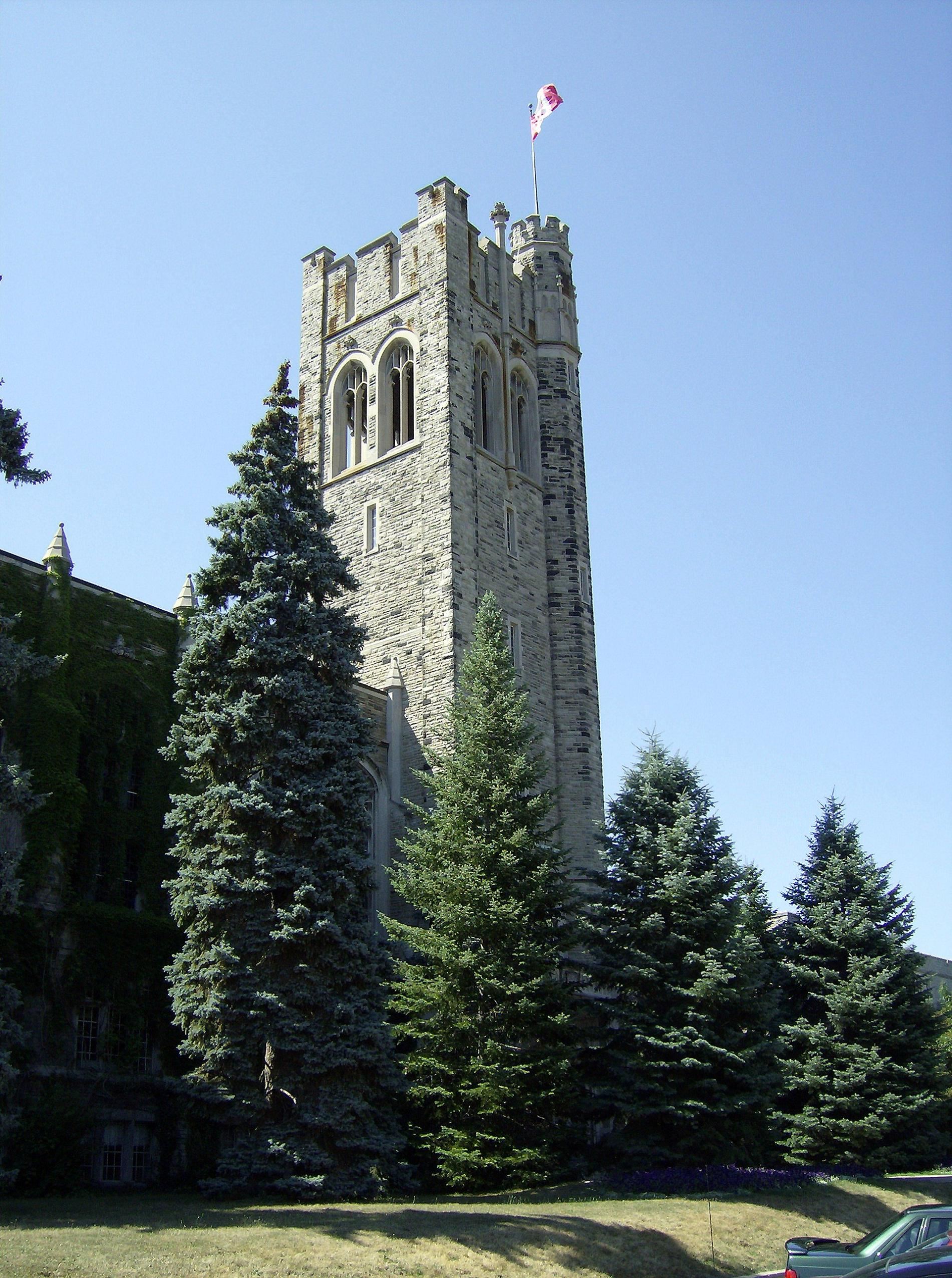
Torre de la University of Western Ontario.

En esta urbe de tamaño medio se halla una importante universidad llamada University of Western Ontario, cuyos principales estudios son humanísticos y artísticos. Las escuelas públicas primarias y secundarias se rigen por cuatro juntas escolares. Hay también más de veinte escuelas privadas en la ciudad.
Fanshawe College cuenta con una matrícula de aproximadamente 15 000 estudiantes, incluyendo 3500 aprendices y más de 500 estudiantes internacionales de más de 30 países. También cuenta con casi 40.000 estudiantes a tiempo parcial en cursos de educación continua.

## Economía
La economía de London está dominada por la investigación médica, seguros, manufactura y tecnología de la información. La mayor parte de las ciencias de la vida y de la investigación se lleva a cabo o apoyado por la Universidad de Ontario Occidental, que añade 1500 millones de dólares a la economía de la ciudad cada año.

## Deportes
El Budweiser Gardens (antiguo John Labatt Centre) es un escenario para eventos deportivos y variados espectáculos. Este recinto es sede de los equipos locales de hockey sobre hielo de la Ontario Hockey League (London Knights) y de la National Basketball League (London Lightning).

## Transporte
La ciudad dispone del Aeropuerto Internacional de London.

## Ciudades hermanadas
Nankín - China

## Personajes ilustres
- Victor Garber, actor y cantante.
- David Shore, guionista de TV
- Justin Bieber, actor, cantante y compositor.
- Amber Marshall, actriz.
- Rachel McAdams, actriz.
- Ryan Gosling, actor.
- Lolita Davidovich, actriz.